# Касл-Дейл
Касл-Дейл (англ. Castle Dale) — город в штате Юта (США). Административный центр округа Эмери. По данным переписи за 2010 год число жителей города составляло 1630 человек.

## Географическое положение
По данным Бюро переписи населения США Касл-Дейл имеет общую площадь в 5,6 км². Город находится в долине Касл, ограниченной плато Уосатч на западе и каньоном Сан-Рафаел-Суэл на востоке на высоте 1730 м.

### Климат
По классификации климатов Кёппена климат Касл-Дейл относится к влажному континентальному с тёплым летом (Dfb). Средняя температура в году — 8,2 °C, самый тёплый месяц — июль (средняя температура 21,7 °C), самый холодный — январь (средняя температура −6,3 °C). Среднее количество осадков в году 200,7 мм, наибольшее — в марте (27,9 мм), наименьшее — в июле (12,7 мм).

## История
Долина Касл достаточно труднодоступна из-за высокогорного плато, поэтому её территория была не заселена до 1870-х, когда рост населения и расширение поголовья скота в центральных долинах Юты стимулировали поиск новых сельскохозяйственных и пастбищных угодий. В 1875 году в долине появились первые пастухи. В 1877 году Бригам Янг призвал поселенцев колонизировать долину Касл. На 1880 год население города составляло 237 человек. В 1892 году было построено здание окружного суда. В 1889 году была основана академия Эмери-Стейк, первая старшая школа в юго-восточной Юте. Город был инкорпорирован в 1900 году. В 1966 году была построена дамба Джо-Валли.

## Население
| Год переписи | Нас. |  | %±     |
| ------------ | ---- |  | ------ |
| 1890         | 505  |  | —      |
| 1900         | 559  |  | 10,7%  |
| 1910         | 693  |  | 24%    |
| 1920         | 715  |  | 3,2%   |
| 1930         | 713  |  | −0,3%  |
| 1940         | 841  |  | 18%    |
| 1950         | 715  |  | −15%   |
| 1960         | 617  |  | −13,7% |
| 1970         | 541  |  | −12,3% |
| 1980         | 1910 |  | 253%   |
| 1990         | 1704 |  | −10,8% |
| 2000         | 1657 |  | −2,8%  |
| 2010         | 1630 |  | −1,6%  |
| 2016         | 1528 |  | −6,3%  |

По данным переписи 2010 года население Касл-Дейл составляло 1630 человек (из них 52,0 % мужчин и 48,0 % женщин), в городе было 560 домашних хозяйств и 436 семей. На территории города было расположено 709 постройки со средней плотностью 126,6 построек на один квадратный километр суши. Расовый состав: белые — 97,1 %, азиаты — 0,2 %, коренные американцы — 1,3 %.
Население города по возрастному диапазону по данным переписи 2010 года распределилось следующим образом: 32,7 % — жители младше 18 лет, 3,4 % — между 18 и 21 годами, 52,5 % — от 21 до 65 лет и 11,4 % — в возрасте 65 лет и старше. Средний возраст населения — 31,5 лет. На каждые 100 женщин в Касл-Дейл приходилось 108,2 мужчины, при этом на 100 совершеннолетних женщин приходилось уже 98,0 мужчин сопоставимого возраста.
Из 560 домашних хозяйств 77,9 % представляли собой семьи: 67,1 % совместно проживающих супружеских пар (30,7 % с детьми младше 18 лет); 8,0 % — женщины, проживающие без мужей и 2,7 % — мужчины, проживающие без жён. 22,1 % не имели семьи. В среднем домашнее хозяйство ведут 2,91 человека, а средний размер семьи — 3,37 человека. В одиночестве проживали 19,6 % населения, 8,5 % составляли одинокие пожилые люди (старше 65 лет).

## Экономика
В 2014 году из 1184 человека старше 16 лет имели работу 642. При этом мужчины имели медианный доход в 53 490 долларов США в год против 24 688 долларов среднегодового дохода у женщин. В 2014 году медианный доход на семью оценивался в 64 674 $, на домашнее хозяйство — в 52 734 $. Доход на душу населения — 18 632 $ в год.